# الضوضاء البيضاء
الضوضاء البيضاء (بالإنجليزية: White Noise)‏ هي الرواية الثامنة للكاتب دون ديليلو نشرت في عام 1985.